# Alfred Schneidau
Alfred John Schneidau (Camden Town, 5 febbraio 1867 – Londra, 24 gennaio 1940) è stato un crickettista e calciatore inglese.
Partecipò ai Giochi olimpici 1900 di Parigi nel torneo di cricket, vincendo la medaglia d'argento con la squadra che rappresentò la Francia.
In gioventù, Schneidau giocò anche a calcio con diverse squadre londinesi, tra cui il Fulham.

## Palmarès
| Anno | Manifestazione | Sede   | Evento  | Risultato | Note |
| ---- | -------------- | ------ | ------- | --------- | ---- |
| 1900 | Olimpiadi      | Parigi | Cricket | Argento   |      |